# Bahnstrecke Tsumeb–Oshikango
| |                   |                       |                       |
| Spurweite: | 1067 mm (Kapspur) |                       |                       |
| |                   |                       |                       |
| \| \| \| von Swakopmund \| \| \| \| 0 \| Tsumeb \| Tsumeb \| \| \| \| \| \| \| \| \| Omuramba Ovambo \| \| \| \| 92 \| Oshivelo \| Oshivelo \| \| \| \| \| \| \| \| \| \| \| \| \| 167 \| Omuthiya \| Omuthiya \| \| \| 246 0 \| Ondangwa \| Ondangwa \| \| \| \| (in Planung) \| \| \| \| 38 \| Oshakati (geplant) \| Oshakati (geplant) \| \| \| 309 \| Oshikango \| Oshikango \| \| \| \| nach Angola (geplant) \| \| |                   |                       |                       |
| Strecke |                   | von Swakopmund        | von Swakopmund        |
| Dienststation / Betriebs- oder Güterbahnhof | 0                 | Tsumeb                | Tsumeb                |
| Brücke über Wasserlauf |                   |                       |                       |
| Brücke über Wasserlauf |                   | Omuramba Ovambo       | Omuramba Ovambo       |
| Dienststation / Betriebs- oder Güterbahnhof | 92                | Oshivelo              | Oshivelo              |
| Brücke über Wasserlauf |                   |                       |                       |
| Brücke über Wasserlauf |                   |                       |                       |
| Dienststation / Betriebs- oder Güterbahnhof | 167               | Omuthiya              | Omuthiya              |
| Dienststation / Betriebs- oder Güterbahnhof | 246 0             | Ondangwa              | Ondangwa              |
| Verschwenkung von links · Verschwenkung von rechts (Strecke außer Betrieb) |                   | (in Planung)          | (in Planung)          |
| Strecke · Betriebs-/Güterbahnhof Streckenende (Strecke außer Betrieb) | 38                | Oshakati (geplant)    | Oshakati (geplant)    |
| Betriebs-/Güterbahnhof Strecke ab hier außer Betrieb | 309               | Oshikango             | Oshikango             |
| Strecke (außer Betrieb) |                   | nach Angola (geplant) | nach Angola (geplant) |

Die Bahnstrecke Tsumeb–Oshikango (auch Nordbahn genannt) ist eine etwa 300 Kilometer lange Neubaustrecke der TransNamib in Namibia. Sie schließt in Tsumeb an die Strecke Kranzberg–Otavi (historische Otavibahn) an und führt seit 2006 bis Ondangwa. 

## Bauphasen
Im Jahr 2001 wurde mit den Planungen für eine Neubaustrecke nach Oshikango begonnen. Der Baubeginn war 2002. Am 11. Mai 2006 wurde der Bahnverkehr nach Ondangwa aufgenommen. Die Bahnstrecke wurde in Kapspur gebaut. Die Baukosten betrugen 841 Mio. N$ (etwa 65 Mio. Euro).
Die etwa 63 km lange Verbindung nach Oshikango war seitdem im Bau. Der Betrieb konnte Ende 2011 aufgenommen werden. Eine offizielle Einweihung fand im Juli 2012 statt. Der Bauabschnitt wurde mit 80 Millionen Namibia-Dollar (etwa 6,2 Mio. Euro) beziffert.
In einer dritten Phase soll durch eine 38 km lange Zweigstrecke Oshakati an das Eisenbahnnetz angeschlossen werden.